# Ciro el Joven
Ciro el Joven (en griego antiguo: Κῦρος [Kyros]; en antiguo persa: Kurach; 424 a. C.-401 a. C.) fue un príncipe persa de la dinastía aqueménida, sátrapa y general. 
Era hijo de Darío II de Persia y de su hermanastra Parisátide. Hermano del rey Artajerjes II y aspirante al trono de Persia.
En 408 a. C., después de las victorias de Alcibíades, Darío II decidió continuar la guerra contra Atenas y dar mayor apoyo a los espartanos. Envió a Ciro el Joven a Asia Menor, como sátrapa de Lidia, Frigia y Capadocia, y comandante de las tropas persas. Allí, Ciro conoció al general espartano Lisandro, en quien halló a un hombre dispuesto a ayudarle en sus deseos de convertirse en rey, así como el mismo Lisandro esperaba convertirse en gobernante absoluto de Grecia, con ayuda del príncipe persa.
Más tarde, Darío cayó enfermo y llamó a su hijo a su lecho de muerte; Ciro dejó dinero a Lisandro y acudió a Susa. Plutarco escribió que Parisátide, la madre de Ciro, le favorecía y deseaba que llegara al trono, pero a pesar de ello, fue el hijo mayor,  Arsicas, el que fue proclamado rey, cambiando luego su nombre por el de Artajerjes. Ciro permaneció como sátrapa de Lidia y comandante de las provincias marítimas.
Poco después de que muriese Darío y accediese al trono Artajerjes II en 404 a. C., Tisafernes, otro sátrapa, denunció un plan de Ciro para asesinar a su hermano, y Ciro fue capturado, pero por intercesión de Parisátide fue perdonado y repuesto en su satrapía. Según Plutarco, "su resentimiento por esta detención le hizo más deseoso del reino que antes".
En el año 401 a. C., Ciro se rebeló contra su hermano y dirigió contra él su propio ejército y un contingente de mercenarios de la Grecia Antigua (los Diez Mil). La disputa se resolvió en la Batalla de Cunaxa, en la que las tropas de Ciro (12.500 griegos entre hoplitas y peltastas y 50.000 bárbaros) se enfrentaron al ejército del rey, que se cifra en 200.000 hombres. Ciro perdió la vida en esta batalla al ser alcanzado por una flecha.
La historia de Ciro y la retirada de los griegos está contada por Jenofonte en su Anábasis. Otro relato, probablemente de Soféneto de Estinfalo, fue usado por Éforo de Cime. Hay más información en los extractos del médico de Artajerjes II, Ctesias, por Focio; Vidas paralelas, de Plutarco (sobre las vidas de Artajerjes II y Lisandro); y la Historia de la Guerra del Peloponeso, de Tucídides. Estas son todas las fuentes de información sobre Ciro el Joven.
Jenofonte define a Ciro el Joven como «el hombre más apto para reinar y el más digno de gobernar entre los persas que sucedieron a Ciro el Viejo» y añadía: «Juzgo que nadie ha sido amado por más personas ni entre los griegos ni entre los bárbaros».